# Tamara Mavsar
Tamara Mavsar (* 1. April 1991 in Ljubljana, SR Slowenien, SFR Jugoslawien) ist eine slowenische Handballspielerin, die für die slowenische Nationalmannschaft aufläuft.

## Karriere

### Im Verein
Mavsar spielte ab dem Jahr 2001 in der Jugendabteilung von RK Krim. Ab der Saison 2008/09 gehörte die Außenspielerin dem Erstligakader von RK Krim an. Mit Krim gewann sie 2009, 2010, 2011, 2012, 2013, 2014 und 2015 die slowenische Meisterschaft sowie 2009, 2010, 2011, 2012, 2013, 2014, 2015 und 2016 den slowenischen Pokal. In der Saison 2016/17 lief sie für den nordmazedonischen Verein ŽRK Vardar auf, mit dem sie das nationale Double gewann. Weiterhin scheiterte sie mit Vardar im Finale der EHF Champions League 2016/17 am ungarischen Verein Győri ETO KC.
Mavsar kehrte anschließend zum RK Krim zurück, jedoch konnte sie anfangs nach einer Beinoperation noch nicht auf dem Spielfeld mitwirken. Mit Krim feierte sie bis zum Jahr 2020 drei Meisterschaften und zwei Pokalsiege. Anschließend legte sie aufgrund ihrer Schwangerschaft eine Pause ein. Im März 2022 unterschrieb Mavsar einen Vertrag beim ungarischen Erstligisten Siófok KC, der von ihrem Ehemann Uroš Bregar trainiert wurde. Im Sommer 2023 schloss sie sich ein weiteres Mal RK Krim an. Mit Krim errang sie 2024 und 2025 zwei weitere Meistertitel sowie 2025 einen weiteren slowenischen Pokal.

### In Auswahlmannschaften
Mavsar gehört dem Kader der slowenischen Nationalmannschaft an. Den bislang einzigen Medaillengewinn in ihrer Länderspiellaufbahn verzeichnete sie bei den Mittelmeerspielen 2018, als Slowenien Bronze gewann. Weiterhin nahm sie mit der slowenischen Auswahl an der Europameisterschaft 2010, an der Europameisterschaft 2016, an der Europameisterschaft 2018, an der Europameisterschaft 2022, an der Weltmeisterschaft 2023 und an den Olympischen Sommerspielen 2024 teil.